# Charles Cousin-Montauban
Charles Guillaume Marie Apollinaire Antoine Cousin-Montauban, greve av Palikao, född 24 juni 1796 i Paris, död 8 januari 1878 i Versailles, var en fransk militär och statsman.
Cousin-Montauban inträdde 1814 i armén, deltog i fälttåget i Spanien 1823 och tjänade 1831–57 medutmärkelse i Algeriet. År 1847 blev han överste vid ett regemente "chasseurs d’Afrique" och bidrog väsentligt till Abd el-Kaders tillfångatagande 22 december samma år. Han blev 1851 brigadgeneral och 1855 divisionsgeneral samt guvernör i provinsen Oran. 1858 kallade Napoleon III honom till Frankrike som befälhavare över 21:a militärdivisionen (Limoges), och i slutet av 1859 fick han överta kommandot över den mot Kina bestämda expeditionsarmén i det andra opiumkriget.
Han landsteg i Beitang 1860, besegrade i förening med britterna kineserna vid Xinhe, Zhangjiawan och Palikao samt höll sitt intåg i Peking och tvang kinesiska hovet till en förödmjukande fred (25 oktober 1860). Samtidigt belastades hans gärning under fälttåget med plundringen av den kinesiske kejsarens sommarpalats Yuanmingyuan vid Peking.
Napoleon III överhopade honom dock med ärebetygelser: han fick hederslegionens storkors, blev senator och greve av Palikao. Cousis-Montauban blev därefter befälhavare för 2:a armékåren (Lille) och 4:e armékåren (Lyon) samt utsågs vid krigsutbrottet 1870 till befälhavare för den armé, som skulle landsättas på Tysklands Östersjökust, men aldrig kom till stånd. I stället kallades Cousin-Montauban till Paris för att som krigsminister och regeringschef efter Olliviers fall sörja för försvaret och reparera de första förlusterna under kriget. 
Under sin korta ministertid (9 augusti-4 september 1870) arbetade han med energi och framgång på upprättandet av nya armékårer samt var huvudmannen för den plan, enligt vilken Mac Mahon skulle söka undsätta Bazaine i stället för att dra sig tillbaka till Paris. Trots sitt framgångsrika arbete på Paris sättande i försvarstillstånd och flera goda åtgärder, bar han därför till en del skulden för krigets olyckor, särskilt slaget vid Sedan (2 september 1870).
Efter detta nederlag blev han av majoriteten bland bonapartisterna erbjuden diktatoriska befogenheter, men avslog den och flydde vid revolutionen 4 september till utlandet, varifrån han sedermera förgäves erbjöd Nationella försvarsregeringen sina tjänster. Efter freden återvände han till Paris och framlade inför nationalförsamlingens undersökningskommitté till försvar för sin förvaltning boken Un ministère de la guerre de vingt-quatre jours (1871). Han levde sedan tillbakadraget till sin död.